# Pieve di Santa Maria Assunta (Terenzo)
La pieve di Santa Maria Assunta, nota anche come pieve di Bardone, è un luogo di culto cattolico dalle forme romaniche e barocche situato in largo della Pieve 5 a Bardone, piccola frazione del comune di Terenzo, in provincia e diocesi di Parma; appartiene al gruppo delle pievi parmensi ed è sede di una parrocchia compresa nella zona pastorale della Montagna.

## Storia
Il piccolo luogo di culto originario fu edificato probabilmente già nel VI secolo all'incirca a metà della salita appenninica della strada romana che univa Parma e Luni, divenuta strategica in epoca longobarda in quanto costituiva l'unico collegamento tra la pianura Padana e la Toscana; nel Medioevo il tracciato, noto come via di monte Bardone, rappresentò per secoli la principale strada di comunicazione percorsa dai pellegrini diretti a Roma dal Nord Europa.
Intorno al IX secolo il piccolo edificio paleocristiano, probabilmente sviluppato su una pianta centrale con abside sul lato orientale, fu ricostruito su una struttura più ampia, con abside squadrata a est.
Risale tuttavia soltanto al 1004 il primo documento che attesti l'esistenza della pieve dedicata a santa Maria Assunta, che mantenne a lungo piena giurisdizione su 15 cappelle del circondario.
La chiesa fu modificata nel nucleo centrale nel 1080 e nel 1220; nel XIII secolo fu inoltre aggiunto un corpo squadrato ortogonalmente alle tre navate absidate, precedute da esonartece.
La struttura fu trasformata ancora nel XVI secolo con l'aggiunta delle prime cappelle laterali e soprattutto tra il 1640 e il 1670 quando, in ottemperanza alle indicazioni del concilio di Trento, l'edificio fu ampliato, le navate furono ridotte a una e furono completate le otto cappelle sui fianchi; furono inoltre trasferite nella chiesa alcune parti dell'ambone smembrato della pieve di Santa Maria Assunta di Fornovo di Taro.
Nel XX secolo l'edificio fu restaurato e fu aggiunta sull'ingresso principale una finestra con archivolto trilobato, risalente all'XI secolo.
In vista delle celebrazioni del Giubileo del 2000 l'edificio fu sottoposto a un complesso intervento di recupero e consolidamento, che comportò anche la realizzazione di alcuni scavi all'interno della pieve; durante i lavori furono riportate alla luce le fondamenta degli edifici primitivi e alcune tombe, contenenti due elementi di cinture della prima metà del VI secolo, che consentirono di datare l'edificio paleocristiano originario.

## Descrizione

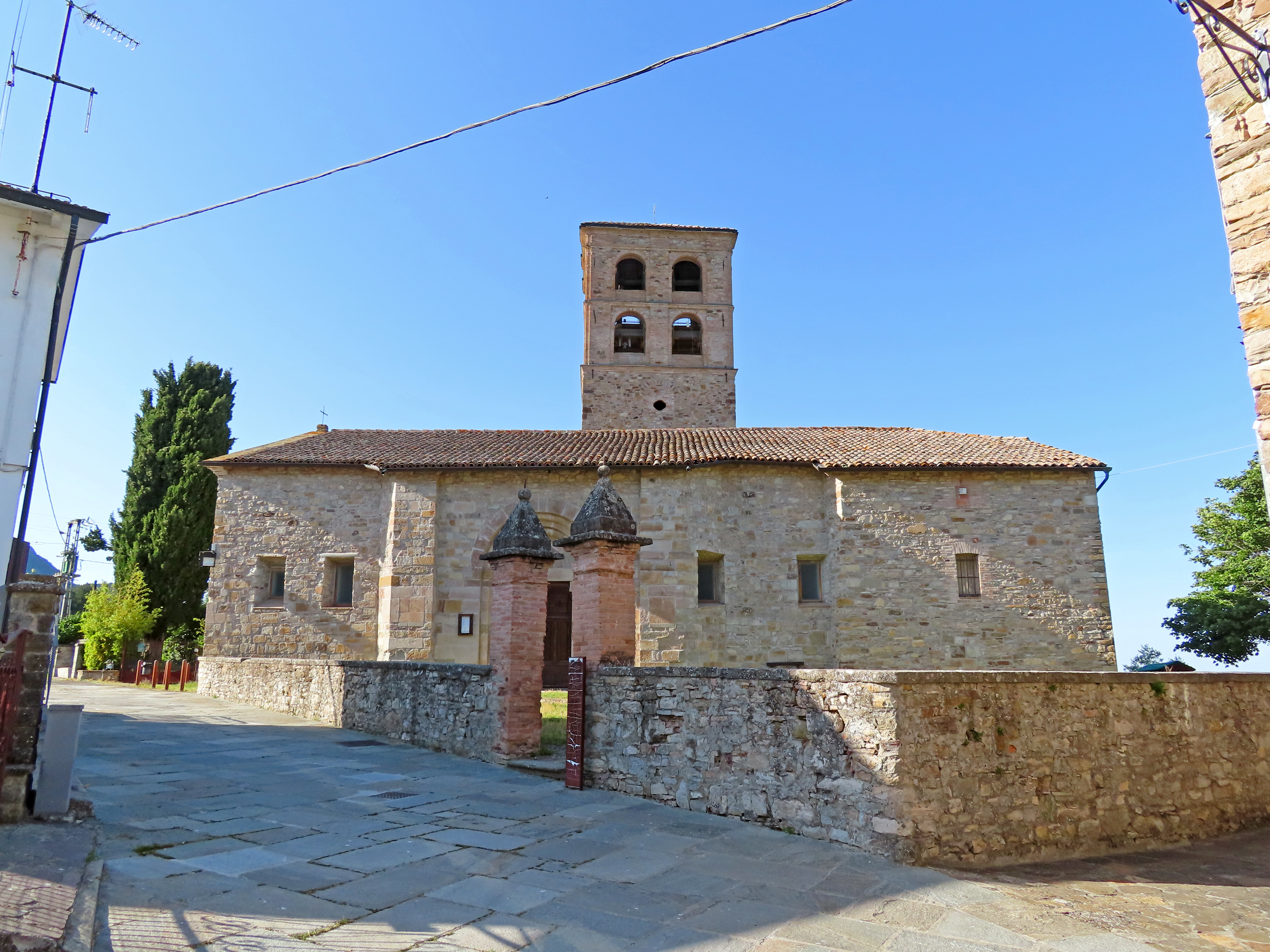
Lato sud

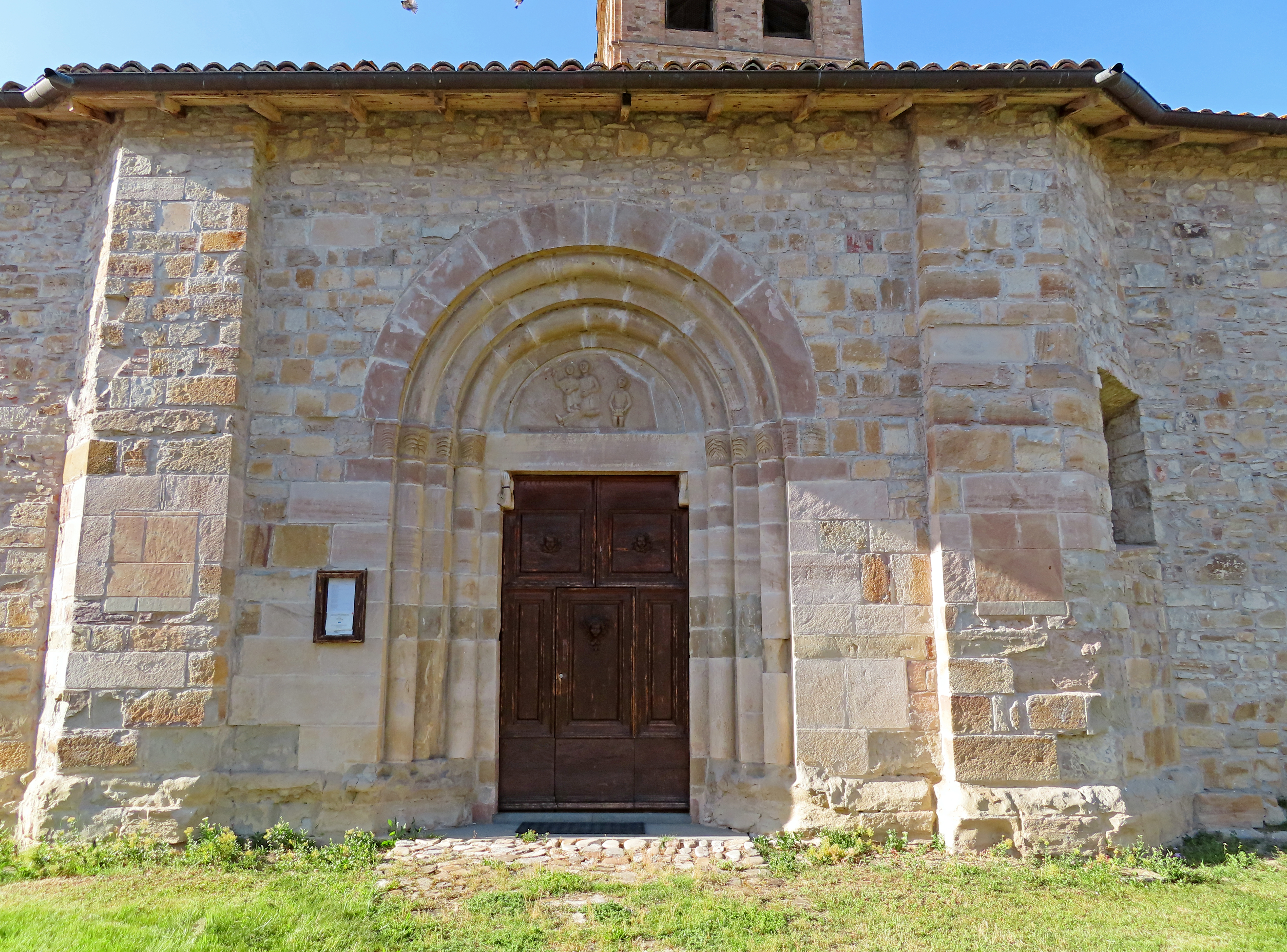
Portale d'ingresso laterale

La pieve si sviluppa su un impianto a navata unica affiancata da otto cappelle laterali, con ingresso principale a ovest e presbiterio rettangolare a est; a nord si innalza la torre campanaria inglobata all'interno della canonica, mentre a sud si apre su un piccolo cortile l'accesso secondario.
La semplice e simmetrica facciata a capanna, interamente rivestita come il resto dell'edificio in blocchi irregolari di pietra, mostra alcuni segni dei numerosi interventi subiti dal tempio nella sua storia; al centro è collocato il portale d'ingresso principale squadrato, sormontato da una finestra delimitata da cornice con archivolto trilobato, decorato con bassorilievi dell'XI secolo raffiguranti una scena di caccia e, in sommità, l'Agnus Dei; ai lati si aprono due piccole monofore cieche ad arco a tutto sesto, di cui quella destra profondamente strombata; a coronamento corre infine un cornicione in laterizio.
Il prospetto sud, frutto di aggiunte nei secoli, è caratterizzato dalla presenza dell'avancorpo aggiunto ortogonalmente alle navate nel XIII secolo, ancora in lieve aggetto tra le cappelle laterali successive; al centro di esso, tra le due ampie lesene angolari, si apre l'ampio portale d'ingresso secondario, strombato e affiancato da una serie di colonnine coronate da capitelli decorati da rilievi; sopra all'accesso gli archi a tutto sesto della cornice inquadrano una lunetta contenente un altorilievo in stile romanico rappresentante la Madonna col Bambino e san Giovanni Battista, di datazione incerta.

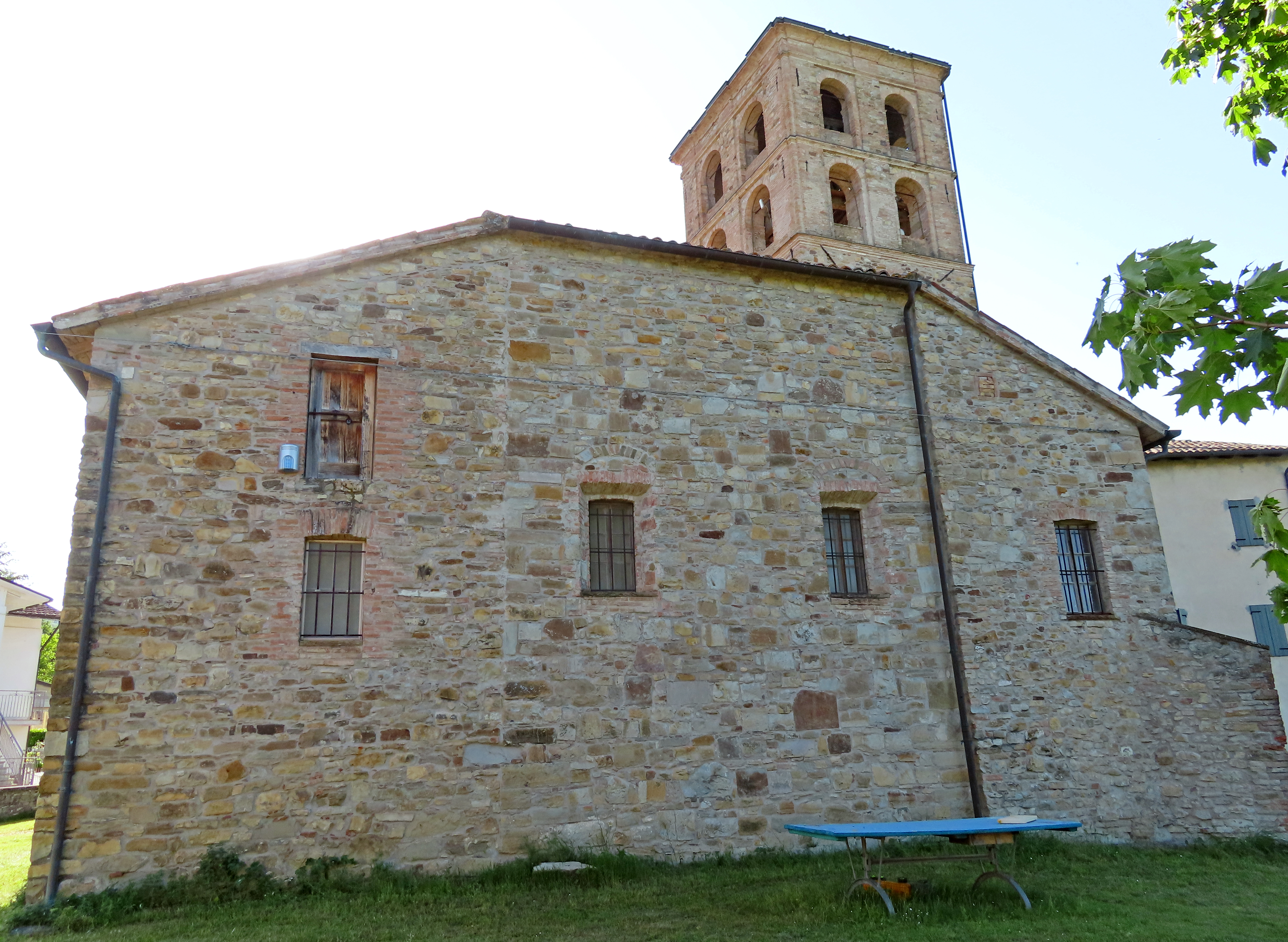
Retro

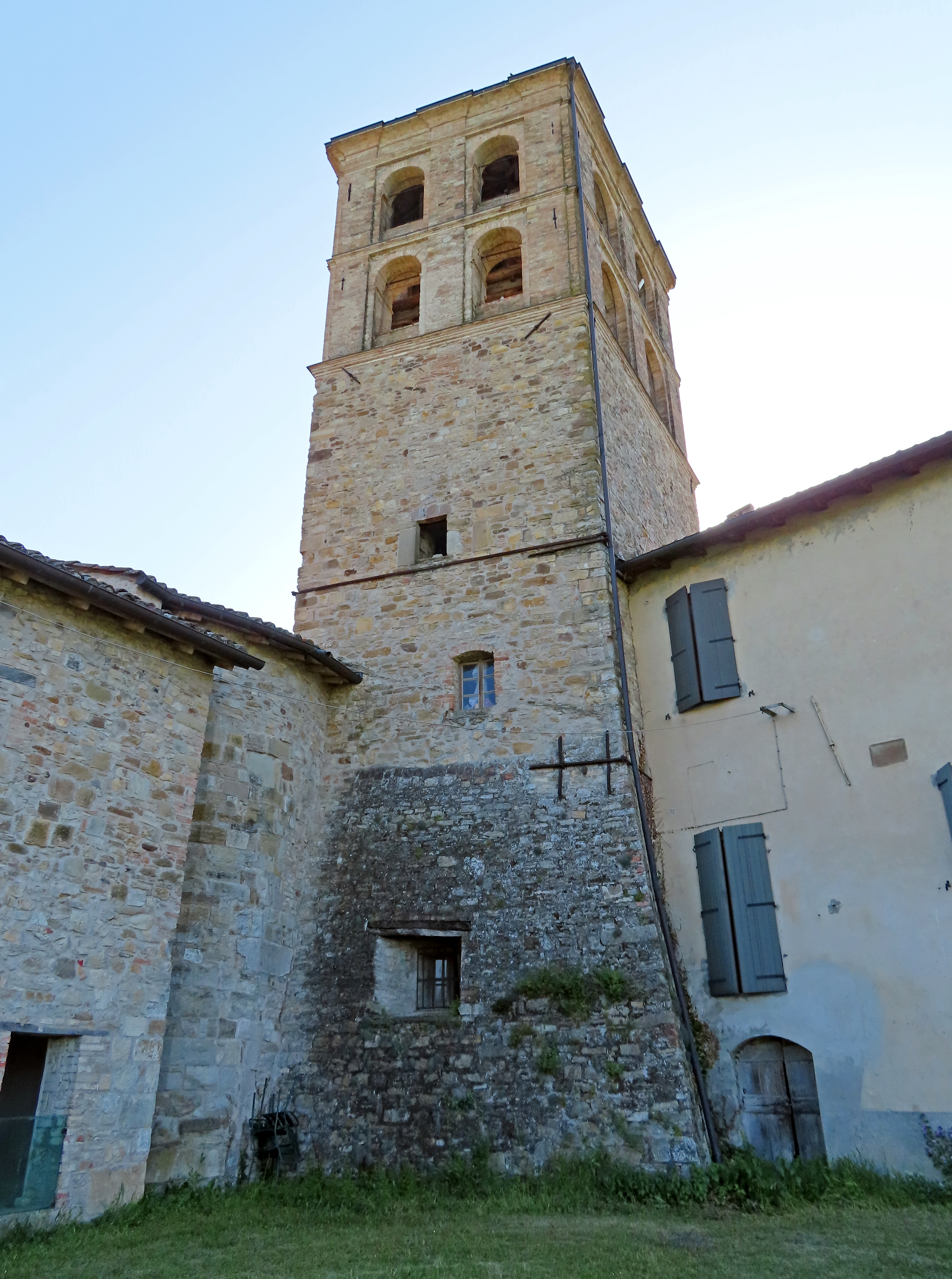
Campanile

Sul lato nord il massiccio campanile, caratterizzato dalla presenza su ogni lato di una doppia fila di coppie di aperture ad arco a tutto sesto sulla cella campanaria, è inglobato nella canonica edificata in più riprese nei secoli.
Sul retro l'abside a pianta rettangolare, risalente all'edificio medievale, è affiancata simmetricamente dai locali annessi, aggiunti nei rifacimenti seicenteschi.
All'interno la navata, coperta da un soffitto a capriate lignee, è affiancata su ogni fianco da quattro ampie arcate a tutto sesto, aperte sulle cappelle laterali; queste ultima, decorate con semplici cornici, ospitano alcuni quadri risalenti al XVII secolo e un'ancona lignea al cui interno è collocata la seicentesca statua della Madonna del Carmelo. La terza cappella sulla destra si apre attraverso l'ingresso secondario sul cortile esterno, mentre quella sul lato opposto dà accesso al campanile, collegato con un ambiente a pianta curvilinea; al suo interno una teca espone alcuni oggetti rinvenuti durante gli scavi effettuati alla fine del XX secolo.
Al centro della navata una grande apertura vetrata nel pavimento mostra alcune tracce delle fondamenta degli edifici originari, tra cui due sostegni medievali.

### Sculture

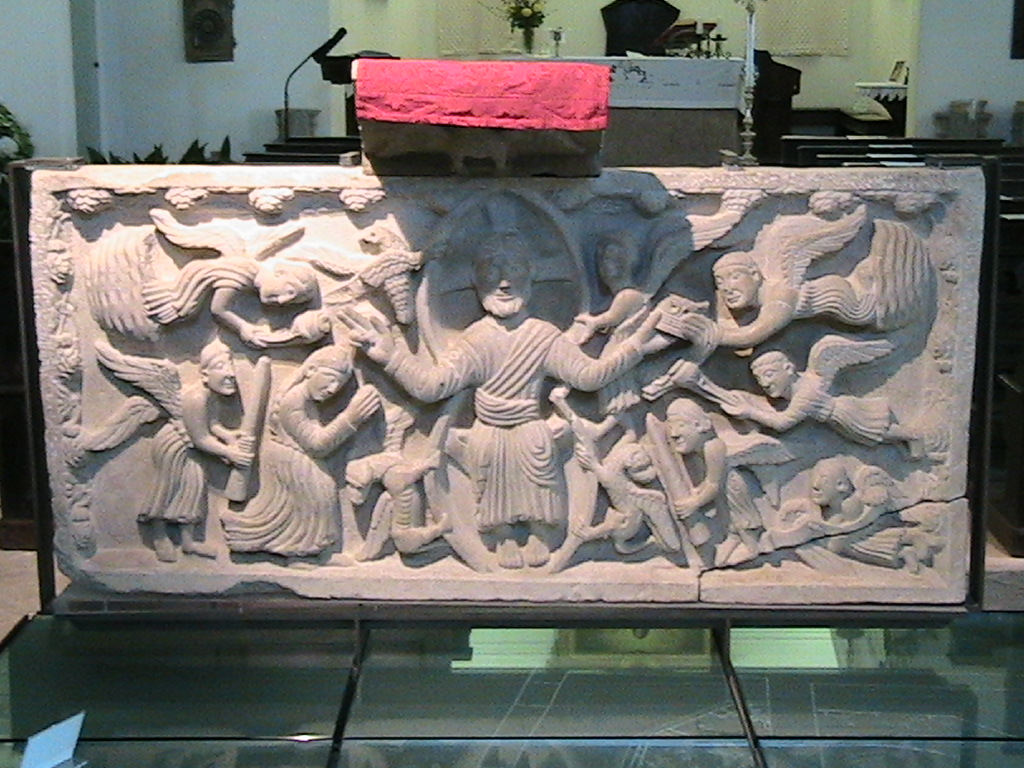
Lastra della Glorificazione di Santa Margherita

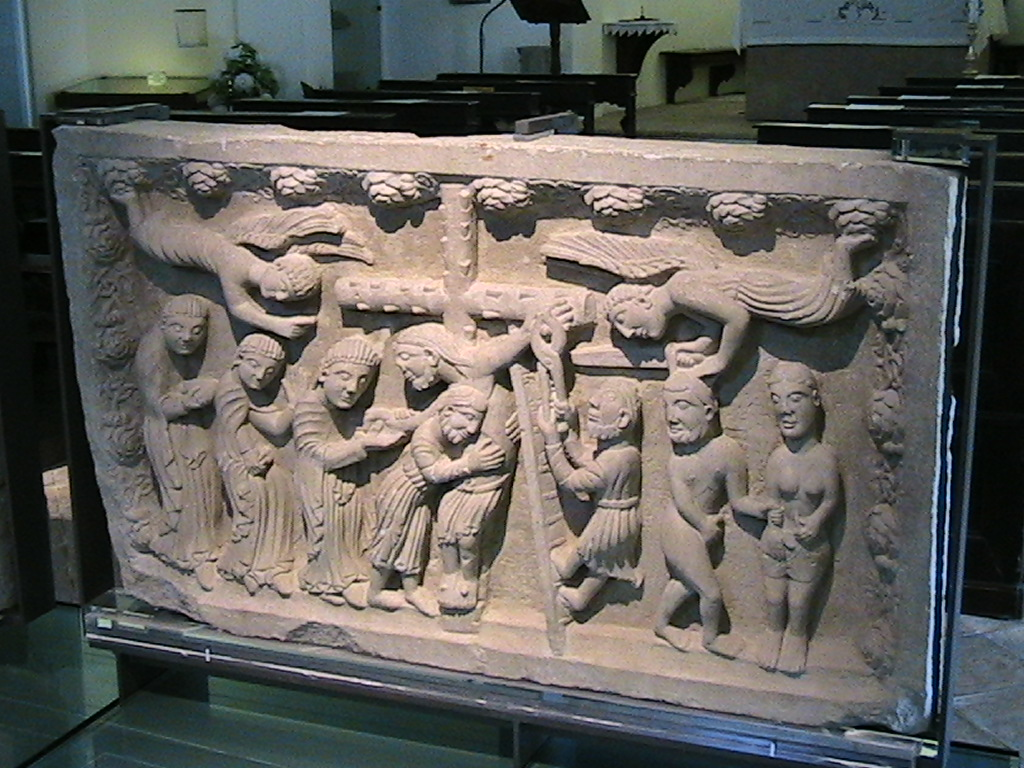
Lastra della Deposizione dalla croce

La pieve contiene alcune sculture romaniche di notevole pregio, provenienti in buona parte del dismesso ambone della pieve di Santa Maria Assunta di Fornovo; risalenti al primo ventennio del XIII secolo, le opere furono realizzate da un artista di scuola antelamica.
La lastra della Glorificazione di Santa Margherita, coronata da un leggio decorato con la raffigurazione di un'aquila, costituiva in origine la parte centrale del pulpito; essa mostra al centro Gesù Cristo all'interno di una doppia mandorla sorretta dai simboli dei quattro evangelisti, affiancato da angeli in volo e da santa Margherita di Antiochia inginocchiata.

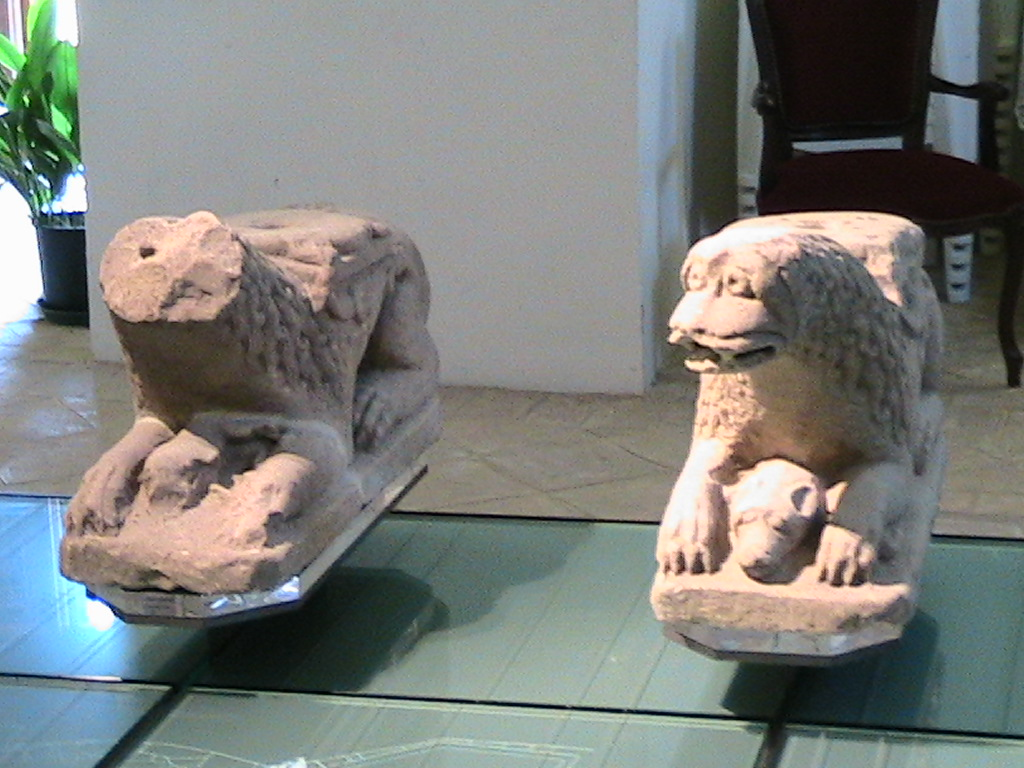
Leoni stilofori

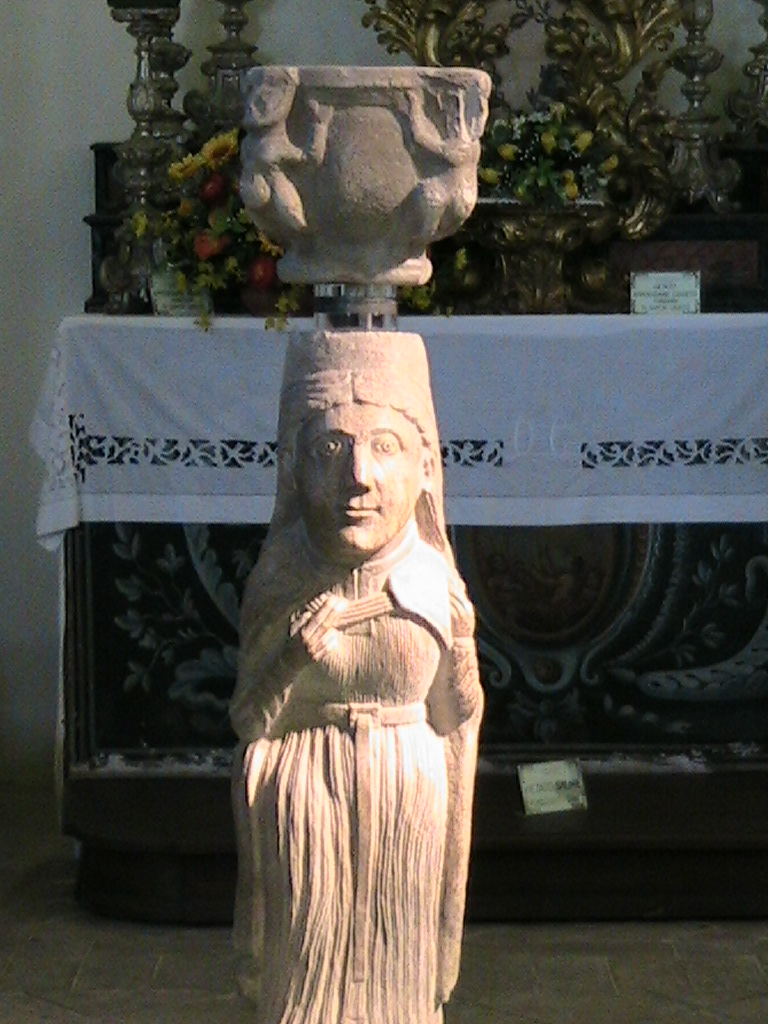
Statua di Santa Margherita e acquasantiera

La lastra della Deposizione dalla croce, anch'essa proveniente dall'ambone fornovese, mostra evidenti analogie con la scultura antelamica contenuta nel duomo di Parma; al centro è posizionato Gesù Cristo mentre viene deposto dalla croce, affiancato da una coppia di angeli in volo; a differenza dell'opera parmigiana, tuttavia, il bassorilievo bardonese ospita sulla destra, oltre agli altri personaggi, le figure di Adamo ed Eva cacciati dal Giardino dell'Eden.
A parte sono posti i due leoni stilofori in origine collocati alla base delle colonne dell'ambone, oltre alla statua di Santa Margherita rappresentata in forma di cariatide a sostegno di un'acquasantiera decorata con quattro figure demoniache; provengono infine dal pulpito anche le statue di San Pietro e San Paolo.
Oltre alle opere smembrate dall'ambone fornovese, la pieve ospita altre sculture erratiche medievali, di varia origine; tra esse risultano di pregio due colonne raffiguranti un Vescovo con pastorale e un personaggio all'interno di una cuspide gotica, oltre a due telamoni rappresentanti due figure anziane.